# Химиотерапия
Химиотерапията означава лечение на заболяване с химически вещества. В съвременната си употреба думата се отнася най-вече за терапия на рак с цитотоксини и цитостатици. Цитостатиците са химически вещества, които потискат механизмите на делене и размножаване на туморните клетки, а цитотоксичните вещества имат за цел да унищожат туморните клетки. Към медикаменттите, прилагащи се в химиотерапията, могат да се добавят и някои хормонални и поддържащи препарати.
Цитотоксичните лекарства са клетъчни отрови и за здравите, нормални клетки от организма. Поради това прилагането на някои от тях води до неприятни странични действия, като гадене и повръщане, косопад, потискане на кръвотворната функция на костния мозък (анемия, снижение на левкоцити и/или тромбоцити) и др. Всички тези странични ефекти са преходни и могат да бъдат контролирани със съответни лекарства.
В Република България химиотерапията се провежда в болнични условия по клинична пътека, финансирана от Националната здравноосигурителна каса (клинична пътека № 298 Диагностика и системно лекарствено лечение на солидни тумори при лица над 18 години).
Химиотерапията наред с лъчетерапията и хирургията са основните процедури при лечението на онкологични заболявания. При онкологичните заболявания химиотерапията се прилага според вида и тежестта на съответния случай. Процедурата може да се приложи с цел пълно излекуване на пациента, облекчаване на състоянието и клиничната симптоматика, предотвратяване на метастазите (разрастването на тумора) и спиране или забавяне на растежа му. 
Когато се използва извън контекста на онкологията, понятието химиотерапия може също да се отнася и до антибиотиците. Употребата на химиотерапевтици датира още от Първата световна война, когато случайно се установява, че веществото иприт потиска образуването на кръв и кръвни клетки (хемопоеза). След проведени допълнителни изследвания през Втората световна война веществото се прилага парентерално (заобикаляйки стомашно-чревния тракт) на пациент с напреднали форми на лимфом. В резултат на това се наблюдава временно подобрение в състоянието на пациента.
Официално първият химиотерапевтик е разработеният от Паул Ерлих през 1909 г. арсфенамин, съединение на арсена използвано в лечението на сифилиса. По-късно се появяват сулфонамидите, открити от Герхард Домак и пеницилинът, открит от Александър Флеминг.
Освен за терапия на рак, цитостатичните химиотерапевтици се ползват в лечението на автоимунни заболявания като множествена склероза и ревматоиден артрит, и при потискането на отхвърлянето на органи след трансплантация (вж. имуносупресия).

## Прием
Повечето химиотерапевтици се прилагат интравенозно, въпреки че има много и такива, които се приемат през устата. Достъпът до организма на химиотерапевтици може да се осъществи чрез централен венозен катетър, периферна канюла или имплантируеми портове. Според характера на заболяването тази процедура може да се осъществи в болнична или извънболнична обстановка. 

## Видове химиотерапия
Химиотерапията може да бъде класифицирана по различни начини в зависимост от използваните препарати, провеждането на процедурите, оперативните интервенции, целите на химиотерапията:
- Монохимиотерапия и полихимиотерапия – според броя на химиотерапевтиците, които се използват. В медицината все по-рядко се извършват процедури с един химиотерапевтик
- Адювантна и неадювантна терапия – според интервала до оперативната интервенция. Адювантната химиотерапия се нарича още постоперативна, а неадювантната – предоперативна
- Лечебна и палиативна – според целта на химиотерапията. При първата се цели постигане на пълна ремисия. Палиативната химиотерапия има за цел частична ремисия – облекчаване на симптомите и намаляване страданието на пациента
- Локална или интракавитарна (вътрекухинна) терапия
- Локорегионерна – атакува се туморното образувание чрез прилагане на химиотерапевтиците в съдовете, кръвоснабдяващи лезията

Пациентите понякога разделят химиотерапията по цветове според цвета на препаратите, които се използват. Съществува червена химиотерапия, която е най-агресивната за организма, жълта, която се понася по-леко, синя и бяла.

## Странични ефекти
Химиотерапията може да бъде изтощаваща физически за пациента. Страничните ефекти на съвременните химиотерапевтици основно засягат бързо делящите се клетки в тялото. Като странични ефекти, придружаващи терапията, се описват:
- загуба на окосмяването, косопад
- потискане на костномозъчната функция
- гадене и повръщане
- диария или запек
- анемия

- имуносупресия – потискане на имунната система, а оттам и потенциално летални възпаления и сепсиси
- кръвоизливи
- вторични неоплазми
- лигавични възпаления
- неврологични увреждания
- увреждания на сърцето, черния дроб, бял дроб, бъбреците, слуха
- смърт.

Намаление действието или лечението на страничните ефекти при химиотерапията се осъществява в три посоки:
- преодоляване на гаденето
- прилагане на хранителен режим /диета/
- употреба на лесни за усвояване важни вещества – протеини, въглехидрати и мазнини богати на енергия